# Utina

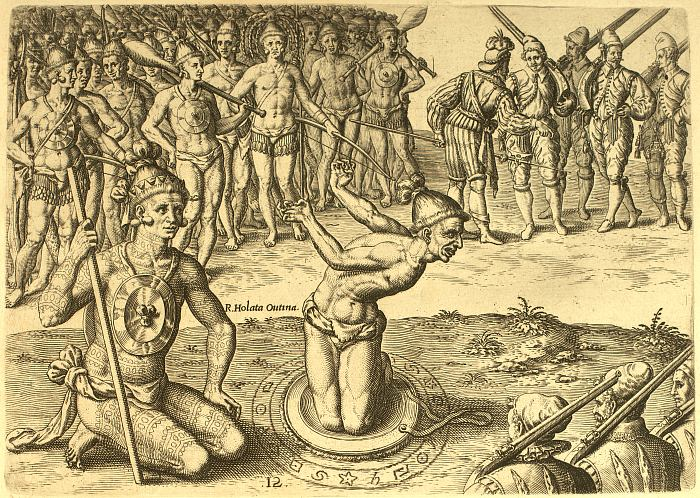
Sorcier Utina préparant les guerriers Utina au combat ((gravure de Théodore de Bry d'après un dessin de Jacques Le Moyne de Morgues).

Utina (connu également sous l'appellation d'Agua Dulce) est le nom d'une chefferie amérindienne vivant dans le Nord de la Floride et sur le territoire actuel de la Géorgie au XVIe siècle. Cette tribu est étroitement liée à celle des Acueras vivant davantage à l'intérieur des terres et à celle des Utinahicas.

## Présentation
Les Utinas formaient une tribu linguistique Mocama et de la Nation Timucua.
Les Utinas étaient en conflits avec les tribus voisines Saturiwas et Tacatacurus toutes les deux issues de la même famille linguistique Mocama. Les Utinas vivaient sur les rives du fleuve Saint Johns et sur l'actuelle ville de Palatka et jusqu'au lac George dans la région d'Ocala.

## Histoire
En 1562, lors de l'arrivée des colons huguenots français sur la côte de la colonie de Floride française, les Saturiwas et les Tacatacurus accueillirent les Français avec dévotion et les aidèrent à édifier le bastion de Charlesfort puis, plus tard de Fort Caroline. Ils s'allièrent aux Français dans leur lutte contre les Utinas qui prirent le parti des Espagnols lors du conflit entre les deux puissances européennes et que ces derniers nommèrent "Agua Dulce". 
- En 1565, les forces espagnoles attaquèrent fort Caroline et exécutèrent l'ensemble de la garnison française.

- En 1568, Dominique de Gourgues s'embarqua dans une expédition punitive pour venger les Français massacrés par les Espagnols trois ans plus tôt. Arrivées vers les côtes de Floride, les forces françaises, avec l'aide des Amérindiens Saturiwas, Tacatacurus et d'autres tribus amérindiennes (Potanos et Mayacas), massacrèrent la garnison espagnole du fort Matéo qui avait succédé au fort Caroline. Fort de ce succès, Dominique de Gourgues et ses alliés amérindiens détruiront deux autres forts espagnols.

Comme d'autres peuples amérindiens de Floride, les Utinas furent décimés par de nouvelles maladies infectieuses et par les guerres à travers le XVIIe siècle. Ils disparurent au début du XVIIIe siècle. Les rares survivant Utinas vraisemblablement fusionnèrent avec d'autres membres des anciennes tribus Timucua et perdirent leur propre identité.